# Legacy of Kain
Legacy of Kain är en datorspelsserie som huvudsakligen har utvecklats av Crystal Dynamics och publicerats av Eidos Interactive.

## Spel
| Titel                       | Utgivning       | Konsoler                               |
| --------------------------- | --------------- | -------------------------------------- |
| Blood Omen: Legacy of Kain  | 1997            | Playstation, Windows                   |
| Legacy of Kain: Soul Reaver | 1999            | Playstation, Windows, Dreamcast        |
| Soul Reaver 2               | 2001            | Playstation 2, Windows                 |
| Blood Omen 2                | 2002            | Playstation 2, Xbox, Windows, Gamecube |
| Legacy of Kain: Defiance    | 2003            | Playstation 2, Xbox, Windows           |
| Nosgoth                     | Släpptes aldrig | Windows                                |